# Добро пожаловать в капкан
«Добро пожаловать в капкан» (англ. Welcome to the Punch) — неонуарный боевик режиссёра и сценариста Эрана Криви. В главных ролях — Джеймс Макэвой и Марк Стронг. Премьера состоялась в Великобритании 5 марта 2013 года, в США в ограниченный прокат фильм вышел 27 марта 2013, в России — 18 апреля 2013.

## Сюжет
Бывший преступник Джейкоб Стернвуд вынужден вернуться в Лондон из своего убежища, когда его сын вовлечен в ограбление, пошедшее не так. У детектива Макса Левински появляется шанс поймать человека, которому всегда удавалось уйти. Соперники снова меряются силами, но они сталкиваются с более глубоким преступным заговором, с которым вынуждены бороться, чтобы выжить.

## В ролях
- Джеймс Макэвой — Макс Левински[2]
- Марк Стронг — Джейкоб Стернвуд
- Андреа Райсборо — Сара Хоукс
- Питер Маллан — Рой Эдвардс
- Дэвид Моррисси — Томас Гейгер
- Джейсон Флеминг — Харви Краун
- Элиес Габел — Руан Стернвуд
- Дэниэл Мейс — Натан Бартник
- Джонни Харрис — Дин Уорнс
- Дэниэл Калуя — Джука
- Джейсон Маза — Люк

## Название
Русское название фильма является вольным переводом оригинального Welcome to the Punch, так как слово Punch не имеет значения капкан. В сюжете фильма the Punch — это один из трёх секторов контейнерного хранилища. Режиссёр Эран Криви объясняет выбор названия фильма следующим образом:
Когда я выбирал места съемок для «Ловкача», я увидел паб с названием «The Suffolk Punch» и подумал, что это действительно интересное имя. Выяснилось, что название означало породу лошадей, но оно звучало как роман Джеймса Эллроя. Я поменял его на «Welcome to the Punch», потому что я вспомнил фильм «Морпехи», который рекламировался фразой «Добро пожаловать в дерьмо!» (Welcome to the Suck). Я просто совместил эти две фразы вместе.